# Єрден
Єрде́н (болг. Ерден) — село в Монтанській області Болгарії. Входить до складу общини Бойчиновці.

## Населення
За даними перепису населення 2011 року у селі проживали 544 особи.
Національний склад населення села:
| Національність   | Кількість осіб | Відсоток |
| ---------------- | -------------- | -------- |
| болгари          | 440            | 81,5%    |
| цигани           | 99             | 18,3%    |
| турки            | 0              | 0%       |
| Всього відповіли | 540            |          |

Розподіл населення за віком у 2011 році:
Динаміка населення: